# Circonscription électorale de Séville
Ne doit pas être confondu avec Circonscription autonomique de Séville.
La circonscription électorale de Séville est l'une des cinquante-deux circonscriptions électorales espagnoles utilisées comme divisions électorales pour les élections générales espagnoles.
Elle correspond géographiquement à la province de Séville.

## Historique
Elle est instaurée en 1977 par la loi pour la réforme politique puis confirmée avec la promulgation de la Constitution espagnole qui précise à l'article 68 alinéa 2 que chaque province constitue une circonscription électorale.

## Congrès des députés

### Synthèse
|             |       | 1977 | 1979 | 1982 | 1986 | 1989 | 1993 | 1996 | 2000 | 2004 | 2008 | 2011 | 2015 | 2016 | 04/19 | 11/19 | 2023 |
| ----------- | ----- | ---- | ---- | ---- | ---- | ---- | ---- | ---- | ---- | ---- | ---- | ---- | ---- | ---- | ----- | ----- | ---- |
| UCD         |       | 5    | 4    |      |      |      |      |      |      |      |      |      |      |      |       |       |      |
| PCE         |       | 2    | 2    | 1    |      |      |      |      |      |      |      |      |      |      |       |       |      |
| AP & alliés |       |      |      | 3    | 3    |      |      |      |      |      |      |      |      |      |       |       |      |
| IU          |       |      |      |      | 1    | 1    | 1    | 2    | 1    |      |      | 1    |      |      |       |       |      |
| PA          |       |      | 2    |      |      | 1    |      |      |      |      |      |      |      |      |       |       |      |
| PSOE        |       | 5    | 4    | 8    | 8    | 8    | 8    | 7    | 7    | 8    | 8    | 6    | 5    | 4    | 5     | 5     | 5    |
| PP          |       |      |      |      |      | 2    | 3    | 4    | 5    | 4    | 4    | 5    | 3    | 4    | 2     | 2     | 4    |
| Cs          |       |      |      |      |      |      |      |      |      |      |      |      | 2    | 1    | 2     | 1     |      |
| Podemos     |       |      |      |      |      |      |      |      |      |      |      |      | 2    | 3    | 2     | 2     |      |
| Vox         |       |      |      |      |      |      |      |      |      |      |      |      |      |      | 1     | 2     | 1    |
| Sumar       |       |      |      |      |      |      |      |      |      |      |      |      |      |      |       |       | 2    |
|             |       |      |      |      |      |      |      |      |      |      |      |      |      |      |       |       |      |
| Total       | Total | 12   | 12   | 12   | 12   | 12   | 12   | 13   | 13   | 12   | 12   | 12   | 12   | 12   | 12    | 12    | 12   |

### 1977
| Parti | Parti | Députés |
| ----- | ----- | --- |
| PSOE  |       | Rafael Escuredo, Alfonso Guerra, Alfonso Lazo Díaz, Enrique Martínez Lagares, Ana María Ruiz-Tagle Morales       |
| UCD   |       | Eugenio Alés Pérez, Soledad Becerril, Manuel Clavero Arévalo, Jaime García Añoveros, José Manuel Tassara Llosent |
| PCE   |       | Manuel Benítez Rufo, Fernando Soto Martín                                                                        |

### 1979
| Parti | Parti | Députés                                                                                    |
| ----- | ----- | ------------------------------------------------------------------------------------------ |
| PSOE  |       | Rafael Escuredo, Alfonso Guerra, Alfonso Lazo Díaz, Luis Yáñez-Barnuevo                    |
| UCD   |       | Soledad Becerril, Manuel Clavero Arévalo, Jaime García Añoveros, Guillermo Medina González |
| PCE   |       | Eduardo Saborido Galán, Fernando Soto Martín                                               |
| PA    |       | Emilio Pérez Ruiz, Luis Uruñuela Fernández                                                 |

- Luis Uruñuela Fernández est remplacé en juin 1978 par Juan Carlos Aguilar Moreno.
- Rafel Escuredo Rodríguez est remplacé en mars 1981 par Ana María Ruiz-Tagle Morales.
- Emilio Pérez Ruiz est remplacé en février 1981 par Diego de los Santos López.
- Eduardo Saborido Galán est remplacé en septembre 1979 par Fernando Pérez Royo.

### 1982
| Parti  | Parti | Députés |
| ------ | ----- | --- |
| PSOE   |       | Julián Chia Gutiérrez, Francisco Fernández Marugán, Alfonso Guerra, José Higueras Muñoz, Alfonso Lazo Díaz, José Manuel Macarro Vera, José del Valle Torreño, Luis Yáñez-Barnuevo |
| AP-PDP |       | Francisco Sanabria Escudero, Jorge Verstrynge, Alfonso Ybarra Hidalgo |
| PCE    |       | Fernando Pérez Royo |

- Luis Yáñez-Barnuevo est remplacé en février 1983 par Carmen Hermosín.

### 1986
| Parti | Parti | Députés |
| ----- | ----- | --- |
| PSOE  |       | Antonio Cuevas Delgado, Alfonso Guerra, Carmen Hermosín, José Higueras Muñoz, Alfonso Lazo Díaz, Francisco López Real, José del Valle Torreño, Luis Yáñez-Barnuevo |
| CP    |       | Ricardo Mena-Bernal Romero, José Manuel Paredes Grosso, Francisco Rausell Ruiz                                                                                     |
| IU    |       | Nicolás Sartorius |

### 1989
| Parti | Parti | Députés |
| ----- | ----- | --- |
| PSOE  |       | Antonio Cuevas Delgado, Milagros Frías Navarrete, Alfonso Guerra, Carmen Hermosín, Alfonso Lazo Díaz, Francisco López Real, Fernando Soto Martín, Luis Yáñez-Barnuevo |
| PP    |       | Javier Arenas, Soledad Becerril |
| IU    |       | Nicolás Sartorius |
| PA    |       | Alejandro Rojas Marcos de la Viesca |

- Carmen Hermosín est remplacée en septembre 1990 par José Navarro Tornay.
- Luis Yáñez-Barnuevo est remplacé en octobre 1991 par José Párraga Mendoza.
  - José Párraga Mendoza est remplacé en octobre 1992 par Ramón Rueda Espinar.
- Alejandro Rojas Marcos de la Viesca est remplacé en décembre 1991 par Salvador Pérez Bueno.

### 1993
| Parti | Parti | Députés |
| ----- | ----- | --- |
| PSOE  |       | Antonio Cuevas Delgado, Milagros Frías Navarrete, Alfonso Guerra, Alfonso Lazo Díaz, José Navarro Tornay, Amparo Rubiales Torrejón, Fernando Soto Martín, Luis Yáñez-Barnuevo |
| PP    |       | Javier Arenas, Soledad Becerril, Manuel de Jesús Ledro León |
| IU    |       | Luis Felipe Alcaraz Masats |

- Amparo Rubiales Torrejón est remplacée en septembre 1993 par Ramón Rueda Espinar.
- Javier Arenas est remplacé en juin 1994 par María Dolores Calderón Pérez.
- Soledad Becerril est remplacée en juin 1995 par Manuel Seco Gordillo.

### 1996
| Parti | Parti | Députés |
| ----- | ----- | --- |
| PSOE  |       | Antonio Cuevas Delgado, Alfonso Guerra, Francisco Moreno Franco, María Isabel Pozuelo Meño, Amparo Rubiales Torrejón, Ramón Rueda Espinar, Luis Yáñez-Barnuevo |
| PP    |       | Juan Manuel Albendea Pabón, María Dolores Calderón Pérez, María José Camillero Hernández, Manuel Seco Gordillo                                                 |
| IU    |       | Luis Felipe Alcaraz Masats, María Jesús Aramburu del Río |

- Francisco Moreno Franco est remplacé en octobre 1997 par Milagros Frías Navarrete.
- Ramón Rueda Espinar est remplacé en avril 1998 par José Navarro Tornay.

### 2000
| Parti | Parti | Députés |
| ----- | ----- | --- |
| PSOE  |       | Antonio Cuevas Delgado, Felipe González, Alfonso Guerra, Nazaria Moreno Sirodey, María Isabel Pozuelo Meño, Amparo Rubiales Torrejón, Luis Yáñez-Barnuevo |
| PP    |       | Juan Manuel Albendea Pabón, Javier Arenas, Soledad Becerril, María Dolores Rodríguez López, Manuel Seco Gordillo                                          |
| IU    |       | Luis Felipe Alcaraz Masats |

- Manuel Seco Gordillo est remplacé en février 2001 par Carlos Núñez León.

### 2004
| Parti | Parti | Députés |
| ----- | ----- | --- |
| PSOE  |       | Emilio Amuedo Moral, Antonio Cuevas Delgado, Susana Díaz, Francisco de Asís Garrido Peña, Alfonso Guerra, Carmen Hermosín, Luis Ángel Hierro Recio, María Isabel Pozuelo Meño |
| PP    |       | Juan Manuel Albendea Pabón, Javier Arenas, Adolfo Luis González Rodríguez, María Dolores Rodríguez López                                                                      |

- María Dolores Rodríguez López est remplacée en mars 2005 par Patricia del Pozo Fernández.
- Luis Ángel Hierro Recio est remplacé en septembre 2007 par Miguel Ángel Millán Carrascosa.

### 2008
| Parti | Parti | Députés |
| ----- | ----- | --- |
| PSOE  |       | Alfonso Guerra, Carmen Hermosín, Antonio Cuevas Delgado, María Isabel Pozuelo Meño, Emilio Amuedo Moral, María José Vázquez Morillo, Rafael Herrera Gil, Soledad Cabezón |
| PP    |       | Soledad Becerril, Ricardo Tarno, Juan Manuel Albendea Pabón, Adolfo Luis González Rodríguez                                                                              |

### 2011
| Parti | Parti | Députés |
| ----- | ----- | --- |
| PSOE  |       | Alfonso Guerra, José Antonio Viera Chacón, Soledad Cabezón, María José Vázquez Morillo, Antonio Pradas, María Isabel Pozuelo Meño |
| PP    |       | Cristóbal Montoro, Ricardo Tarno, Eugenia Romero, Juan Manuel Albendea Pabón, Silvia Heredia Martín                               |
| IU    |       | José Luis Centella Gómez |

- Soledad Cabezón (PSOE) est remplacée en juillet 2014 par José Manuel Girela de la Fuente.
- Alfonso Guerra (PSOE) est remplacé en janvier 2015 par Silvia Oñate Moya.
- José Antonio Viera (PSOE) est remplacé en octobre 2015 par María Luisa Sánchez Trancoso.

### 2015
| Parti   | Parti | Députés |
| ------- | ----- | --- |
| PSOE    |       | Antonio Pradas, Juana Rodríguez, Antonio Gutiérrez Limones, Carmen Cuello, José Manuel Girela de la Fuente |
| PP      |       | Juan Ignacio Zoido, Ricardo Tarno, Eugenia Romero                                                          |
| Podemos |       | Sergio Pascual, Auxiliadora Honorato                                                                       |
| CS      |       | Virginia Millán, Fidel Prieto Romero                                                                       |

### 2016
| Parti | Parti | Députés                                                                   |
| ----- | ----- | ------------------------------------------------------------------------- |
| PSOE  |       | Antonio Pradas, Juana Rodríguez, Antonio Gutiérrez Limones, Carmen Cuello |
| PP    |       | Juan Ignacio Zoido, Ricardo Tarno, Eugenia Romero, Silvia Heredia Martín  |
| UPOD  |       | Sergio Pascual, Auxiliadora Honorato, Miguel Ángel Bustamante             |
| CS    |       | Virginia Millán                                                           |

### Avril 2019
| Parti | Parti | Députés |
| ----- | ----- | --- |
| PSOE  |       | María Jesús Montero, Alfonso Rodríguez Gómez de Celis, Beatriz Micaela Carrillo de los Reyes, Francisco José Salazar Rodríguez, Eva Patricia Bueno Campanario |
| Cs    |       | Pablo Emérito Cambronero Piqueras, Virginia Millán |
| UP    |       | María Salud Márquez Guerrero, Isabel Franco Carmona |
| PP    |       | Teresa Jiménez-Becerril, María Soledad Cruz-Guzmán García |
| Vox   |       | María de los Reyes Romero Vilches |

### Novembre 2019
| Parti | Parti | Députés |
| ----- | ----- | --- |
| PSOE  |       | María Jesús Montero, Alfonso Rodríguez Gómez de Celis, Beatriz Micaela Carrillo de los Reyes, Francisco José Salazar Rodríguez, Eva Patricia Bueno Campanario |
| Vox   |       | María de los Reyes Romero Vilches, Francisco José Contreras Peláez                                                                                            |
| PP    |       | Teresa Jiménez-Becerril, María Soledad Cruz-Guzmán García |
| UP    |       | María Salud Márquez Guerrero, Isabel Franco Carmona |
| Cs    |       | Pablo Emérito Cambronero Piqueras |

- Paco Salazar (PSOE) est remplacé en février 2020 par José Losada Fernández.
- María Márquez (Podemos) est remplacée en juin 2021 par Miguel Ángel Bustamante (IU).
  - Miguel Ángel Bustamante (IU) est remplacé en novembre 2022 par Ezequiel García Nieto (Podemos).
- Teresa Jiménez-Becerril (PP) est remplacée en décembre 2021 par Ricardo Tarno.

### 2023
| Parti | Parti | Députés |
| ----- | ----- | --- |
| PSOE  |       | María Jesús Montero, Alfonso Rodríguez Gómez de Celis, María Carmen Castilla Álvarez, Francisco José Salazar Rodríguez, Trinidad Carmen Argota Castro |
| PP    |       | Juan Bravo Baena, María Soledad Cruz-Guzmán García, Ricardo Tarno, Rafael Benigno Belmonte Gómez                                                      |
| Sumar |       | Francisco Sierra Caballero, Engracia Rivera Arias |
| Vox   |       | María de los Reyes Romero Vilches |

- Paco Salazar (PSOE) est remplacé le 29 novembre 2023 par José Losada Fernández.

## Sénat

### Synthèse
|             |       | 1977 | 1979 | 1982 | 1986 | 1989 | 1993 | 1996 | 2000 | 2004 | 2008 | 2011 | 2015 | 2016 | 04/19 | 11/19 | 2023 |
| ----------- | ----- | ---- | ---- | ---- | ---- | ---- | ---- | ---- | ---- | ---- | ---- | ---- | ---- | ---- | ----- | ----- | ---- |
| UCD         |       | 1    | 1    |      |      |      |      |      |      |      |      |      |      |      |       |       |      |
| AP & alliés |       |      |      | 1    | 1    |      |      |      |      |      |      |      |      |      |       |       |      |
| PSOE        |       | 3    | 3    | 3    | 3    | 3    | 3    | 3    | 3    | 3    | 3    | 3    | 3    | 3    | 3     | 3     | 3    |
| PP          |       |      |      |      |      | 1    | 1    | 1    | 1    | 1    | 1    | 1    | 1    | 1    |       | 1     | 1    |
| Cs          |       |      |      |      |      |      |      |      |      |      |      |      |      |      | 1     |       |      |
|             |       |      |      |      |      |      |      |      |      |      |      |      |      |      |       |       |      |
| Total       | Total | 4    | 4    | 4    | 4    | 4    | 4    | 4    | 4    | 4    | 4    | 4    | 4    | 4    | 4     | 4     | 4    |

### 1977
| Parti | Parti | Sénateurs                                                                             |
| ----- | ----- | ------------------------------------------------------------------------------------- |
| PSOE  |       | Plácido Fernández Viagas, Francisco García-Borbolla Candilejo, José de la Peña Cámara |
| UCD   |       | Antonio Fontán                                                                        |

### 1979
| Parti | Parti | Sénateurs                                                                         |
| ----- | ----- | --------------------------------------------------------------------------------- |
| PSOE  |       | Plácido Fernández Viagas, José Rodríguez de la Borbolla, Manuel del Valle Arévalo |
| UCD   |       | Manuel Fombuena Escudero                                                          |

- Plácido Fernández Viagas est remplacé en décembre 1980 par José Cabrera Bazán.

### 1982
| Parti  | Parti | Sénateurs                                                                 |
| ------ | ----- | ------------------------------------------------------------------------- |
| PSOE   |       | José Cabrera Bazán, Francisco Moreno Franco, Ana María Ruiz-Tagle Morales |
| AP-PDP |       | Luis Fernández Fernández-Madrid                                           |

### 1986
| Parti | Parti | Sénateurs                                                                       |
| ----- | ----- | ------------------------------------------------------------------------------- |
| PSOE  |       | Francisco Moreno Franco, Amparo Rubiales Torrejón, Ana María Ruiz-Tagle Morales |
| CP    |       | Luis Fernández Fernández-Madrid                                                 |

### 1989
| Parti | Parti | Sénateurs                                                                       |
| ----- | ----- | ------------------------------------------------------------------------------- |
| PSOE  |       | Francisco Moreno Franco, Amparo Rubiales Torrejón, Ana María Ruiz-Tagle Morales |
| PP    |       | Luis Fernández Fernández-Madrid                                                 |

### 1993
| Parti | Parti | Sénateurs                                                            |
| ----- | ----- | -------------------------------------------------------------------- |
| PSOE  |       | Alfonso Garrido Ávila, Francisco López Real, Francisco Moreno Franco |
| PP    |       | Juan Moya Sanabria                                                   |

### 1996
| Parti | Parti | Sénateurs |
| ----- | ----- | --- |
| PSOE  |       | Ana Isabel Arnáiz de las Revillas García, Joaquín Jesús Galán Pérez, José María Rodríguez de la Borbolla Camoyán |
| PP    |       | Juan Moya Sanabria                                                                                               |

### 2000
| Parti | Parti | Sénateurs                                                                                     |
| ----- | ----- | --------------------------------------------------------------------------------------------- |
| PSOE  |       | Ana Isabel Arnáiz de las Revillas García, Joaquín Jesús Galán Pérez, José María Romero Calero |
| PP    |       | Juan Moya Sanabria                                                                            |

### 2004
| Parti | Parti | Sénateurs                                                                |
| ----- | ----- | ------------------------------------------------------------------------ |
| PSOE  |       | Enrique Abad Benedicto, Francisco Rodríguez Martín, Basilia Sanz Murillo |
| PP    |       | Soledad Becerril                                                         |

### 2008
| Parti | Parti | Sénateurs                                                               |
| ----- | ----- | ----------------------------------------------------------------------- |
| PSOE  |       | Enrique Abad Benedicto, Antonio Gutiérrez Limones, Basilia Sanz Murillo |
| PP    |       | Miguel Ángel Arauz Rivero                                               |

### 2011
| Parti | Parti | Sénateurs                                                               |
| ----- | ----- | ----------------------------------------------------------------------- |
| PSOE  |       | Enrique Abad Benedicto, Basilia Sanz Murillo, Antonio Gutiérrez Limones |
| PP    |       | José Luis Sanz Ruiz                                                     |

### 2015
| Parti | Parti | Sénateurs                                                                               |
| ----- | ----- | --------------------------------------------------------------------------------------- |
| PSOE  |       | Juan Carlos Raffo Camarillo, María José Fernández Muñoz, Antonio Casimiro Gavira Moreno |
| PP    |       | José Luis Sanz Ruiz                                                                     |

### 2016
| Parti | Parti | Sénateurs                                                                               |
| ----- | ----- | --------------------------------------------------------------------------------------- |
| PSOE  |       | Juan Carlos Raffo Camarillo, María José Fernández Muñoz, Antonio Casimiro Gavira Moreno |
| PP    |       | José Luis Sanz Ruiz                                                                     |

### Avril 2019
| Parti | Parti | Sénateurs                                                                                |
| ----- | ----- | ---------------------------------------------------------------------------------------- |
| PSOE  |       | Antonio Gutiérrez Limones, María Nieves Hernández Espinal, Juan Antonio Gilabert Sánchez |
| Cs    |       | Ángel Moya Llanos                                                                        |

### Novembre 2019
| Parti | Parti | Sénateurs                                                                                |
| ----- | ----- | ---------------------------------------------------------------------------------------- |
| PSOE  |       | Antonio Gutiérrez Limones, María Nieves Hernández Espinal, Juan Antonio Gilabert Sánchez |
| PP    |       | José Luis Sanz Ruiz                                                                      |

### 2023
| Parti | Parti | Sénateurs                                                                        |
| ----- | ----- | -------------------------------------------------------------------------------- |
| PSOE  |       | Antonio Gutiérrez Limones, Eva Patricia Bueno Campanario, Antonio Muñoz Martínez |
| PP    |       | Juan Manuel Ávila Gutiérrez                                                      |